# 스칼로그램
스칼로그램은 신호 처리에서 일차원 신호를 시각화하는 방법 가운데 하나로 푸리에변환 대신에 웨이블릿변환을 사용한다.
스칼로그램은 가로축이 시간축 세로축이 주파수축이어서 스팩트로그램처럼 파형정보는 나타나지 않으며
주파수 대역별 시간변화를 시각적으로 파악할 수 있다.